# Partido Foro Alemán
El Partido Foro Alemán (en alemán: Deutsche Forumpartei) fue un partido político de oposición de Alemania Oriental. Surgió del movimiento ciudadano Foro Nuevo (Neues Forum). Fue fundado en Karl-Marx-Stadt, actual Chemnitz el 27 de enero de 1990. Su primer presidente fue Jürgen Schmieder. Se describía a sí mismo como un partido político.
Fue invitado a integrar la coalición Alianza por Alemania para las elecciones a la Volkskammer, pero se negó uniéndose a la Asociación de Demócratas Libres el 12 de febrero de 1990.